# لومی‌یوکی
لومی‌یوکی یک شهرداری فنلاند است.

## موقعیت
لومی‌یوکی در منطقه اوستروبوتنیای شمالی واقع شده‌است. این شهرداری دارای ۱٬۹۷۳ نفر جمعیت (۲۸ فوریه ۲۰۲۳) بوده و مساحت آن ۲۹۰٫۲۹ کیلومتر مربع (۱۱۲٫۰۸ مایل مربع) است که ۲۹۰٫۰۲ کیلومتر مربع (۱۱۱٫۹۸ مایل مربع) آن را آب فراگرفته است. تراکم جمعیت ۹٫۷۷ ساکن در هر کیلومتر مربع (۲۵٫۳ ساکن در هر مایل مربع) است.
شهرداری‌های همسایه عبارتند از هایلوتو، لیمینکا و الو. لومی‌یوکی یک شهرداری فنلاندی یک زبانه است.